# Dama sa crnom krinkom (1919.)
Dama s crnom krinkom (Dama u crnoj krinki) je bio hrvatski nijemi igrani film iz 1919. redatelja Roberta Staerka, u produkciji Jugoslavija filma. Snimljen je u crno-bijeloj tehnici. 

## Vanjske poveznice
- Hrvatski filmski savez  Arhivirana inačica izvorne stranice od 21. srpnja 2011. (Wayback Machine) Povijest hrvatskog filma